# Gerard Kerkum
Gerard Kerkum, né le 17 décembre 1930 à Rotterdam et mort le 26 mai 2018 dans la même ville, est un ancien joueur et dirigeant de football. Il joue à Feyenoord de 1949 à 1965, club qu'il dirige ensuite en tant que président de 1982 à 1989, puis à nouveau en 2007 par intérim.

## Biographie

### Joueur
Gerard Kerkum grandit dans le quartier de Feijenoord et rejoint le Feyenoord Rotterdam à 16 ans en 1946. 
Il fait ses débuts en match le 23 octobre 1949 face à Hermes DVS à Schiedam, rentrant en jeu pour le dernier quart d'heure de jeu. C'est Richard Dombi qui lui donne sa chance et qui le fait devenir un élément essentiel du onze de Feyenoord pour de nombreuses années. 
Il joue au total 349 matchs pour Feyenoord, devenant également le capitaine de l'équipe.
Son palmarès avec Feyernoord est constitué de trois titres de champion des Pays-Bas, remportés en 1961, 1962 et 1965.
En Coupe d'Europe, il atteint les demi-finales de la Coupe d'Europe des clubs champions en 1963, en étant éliminé par le Benfica Lisbonne. Il se met en évidence en inscrivant deux buts, lors du premier tour face au Servette de Genève, puis lors des huitièmes face au Budapesti Vasas SC.
Gerard Kerkum reçoit une seule et unique sélection en équipe des Pays-Bas. Il s'agit d'un match amical disputé contre la Suisse à Zurich, le 18 mai 1960. Son équipe s'incline sur le score de 3-1.

### Dirigeant
Après sa carrière de joueur, Gerard Kerkum est président de Feyenoord de 1982 à 1989. Dans les années 2000, il est président la Commission Kerkum qui supervise la présidence du club par Jorien van den Herik et propose de réformes structurelles dans la gestion du club. À la suite du départ de Van den Herik en 2006, il devient président du club par intérim jusqu'à la fin de la saison 2006-2007. Il dirige ensuite de la Stichting Continuïteit, une des structures propriétaire de Feyenoord.

## Palmarès de joueur
- Champion des Pays-Bas en 1961, 1962 et 1965
- Vice-champion des Pays-Bas en 1961
- Finaliste de la Coupe des Pays-Bas en 1957
- Finaliste de l'International football cup en 1962